# Genie
Genie (* 1957) je přezdívka americké dívky, takzvané vlčí dítě, která byla obětí velkého zneužívání, zanedbání péče a sociální deprivace. Její případ je popsán v oblastech lingvistiky a dětské psychologie. Když jí bylo přibližně 20 měsíců, její otec ji začal zamykat do místnosti, ve které byla většinu času přivázaná k dětské židli s nočníkem nebo svázaná v dětské postýlce. Zabraňoval jejímu kontaktu s lidmi, neposkytoval jí téměř žádnou stimulaci a nechával ji zde podvyživenou. Rozsah její izolace jí zabránil v tom, aby byla vystavena dostatku mluvené lidské řeči, a proto si během svého dětství neosvojila jazyk. Její zneužívání se dostalo do pozornosti orgánu péče o děti v Los Angeles v listopadu 1970, kdy jí bylo 13 let a 7 měsíců.
Psychologové, lingvisté a jiní vědci se o Genie starali po jejím přemístění do dětské nemocnice v Los Angeles. Na základě zjištění, že si Genie neosvojila jazyk, se jim naskytla příležitost zkoumat schopnost osvojení řeči a otestovat hypotézu kritického období vývoje řeči. Během času, kdy vědci Genie testovali, učinila znatelné pokroky v mentálním vývoji. Během měsíců se naučila neverbálně komunikovat a naučila se základní sociální dovednosti, ale až do konce své případové studie stále vykazovala mnoho rysů chování, které jsou charakteristické pro nesocializovanou osobu. V průběhu výzkumu se také učila nové jazykové dovednosti, ale nikdy si plně neosvojila mateřský jazyk.
Brzy se stala předmětem bouřlivé debaty otázka o jejím umístění. V červnu 1971 opustila Genie nemocnici, aby žila se svou učitelkou z nemocnice Jean Butler. Ta ji držela v izolaci a nechtěla, aby docházelo k dalším kontaktům s vědci a k vyčerpávání dívky výzkumem. Ale o měsíc a půl později úřady umístily Genie do rodiny vědce Davida Riglera, který vedl výzkumný tým, se kterým poté žila téměř čtyři roky. Brzy po dosažení 18 let se Genie vrátila ke své matce, která se po několika měsících rozhodla, že se o ni nemůže dostatečně starat. Úřady ji pak přesunuly do první z řady institucí pro dospělé se zdravotním postižením, kde ji personál odřízl téměř od všech, které znala, a podrobili ji extrémnímu fyzickému a emocionálnímu zneužívání.  V důsledku toho došlo ke zhoršení jejího fyzického a duševního stavu a její nově získané jazykové a behaviorální dovednosti velmi rychle ustoupily. 
V lednu 1978 Genina matka zakázala všechna vědecká pozorování a testování Genie. Od té doby bylo o jejích okolnostech odhaleno jen málo. Její současné místo pobytu je nejisté, i když se obecně věří, že žije v péči státu Kalifornie.  Stále je zde značný zájem akademiků a médií o její vývoj a o metody výzkumného týmu. Zejména vědci srovnávali Genie s Viktorem z Aveyronu, francouzským dítětem z 19. století, které bylo také předmětem případové studie opožděného psychologického vývoje a pozdního osvojení jazyka. 